# Bùi Điền
Bùi Điền (裴佃, 1845-1887), trước làm quan nhà Nguyễn, sau tham gia phong trào Cần Vương tại Bình Định (Việt Nam). Trong một trận đánh quyết tử ở Phú Phong, ông bị đối phương bắt được rồi bị xử chém chết tại Gò Chàm (cách thành Bình Định vài cây số về phía Bắc) vào tháng 6 năm 1887.

## Tiểu sử
Bùi Điền là người làng Hội Phú, xã Mỹ Hòa, huyện Phù Mỹ, tỉnh Bình Định.
Từ nhỏ, Bùi Điền đã nổi tiếng là người can đảm và giỏi võ. Lớn lên, ông ra làm quan nhà Nguyễn lúc nào không rõ, chỉ biết vào khoảng năm 1885, ông đã từ quan về quê chiêu mộ nghĩa quân, lập "đại đồn ở xứ Cây Gia, huyện Phù Mỹ" (nay thuộc thôn Vĩnh Bình, xã Mỹ Phong, huyện Phù Mỹ, tỉnh Bình Định).
Ngày 13 tháng 7 năm 1885, dụ Cần Vương của vua Hàm Nghi phát đi từ Tân Sở thuộc huyện Cam Lộ, tỉnh Quảng Trị  thì chỉ 2 ngày sau (15 tháng 7 năm 1885), lúc bấy giờ Bùi Điền đang đóng tại núi Chớp Chài (Phù Mỹ) liền tiến chiếm thành Bình Định rồi truyền hịch kêu gọi sĩ phu và dân chúng trong tỉnh và các tỉnh lân cận (Phú Yên, Khánh Hòa, Ninh Thuận) cùng nhau hợp lực đánh giặc, phò vua.
Được đông đảo người dân hưởng ứng, đến cuối tháng 8 năm 1885, phần lớn các vùng đất của tỉnh Bình Định đều thuộc quyền kiểm soát của nghĩa quân Cần Vương. Tháng 9 năm 1885, nguyên Tổng đốc Đoàn Doãn Địch lâm bệnh mất. Trước khi mất, ông giao quyền lãnh đạo phong trào Cần Vương ở Bình Định lại cho Tán tương quân vụ Mai Xuân Thưởng.
Biết Bùi Điền có kinh nghiệm trận mạc, lại có tài đánh du kích, Mai Xuân Thưởng cử ông làm Thống trấn Phù Mỹ và Bồng Sơn. Đến đóng quân ở núi Chóp Chài (Phù Mỹ), Bùi Điền liên kết với Tăng Bạt Hổ lúc bấy giờ đang đóng quân ở Kim Sơn để cùng mưu sự chống Pháp.
Để nhanh chóng dập tắt phong trào Cần Vương ở Bình Định, vua Đồng Khánh bèn nhờ quân Pháp giúp sức. Bởi có chung mục đích, Soái phủ Sài Gòn nhanh chóng nhận lời. Sau đó, Thiếu tá De Lorme được lệnh đem pháo thuyền án ngữ biển Quy Nhơn. Hai võ quan thân Pháp là Trần Bá Lộc và Nguyễn Thân cũng được lệnh mang quân phối hợp. Nhờ pháo binh yểm trợ, cánh quân của Nguyễn Thân (từ Bắc đánh vào) nhanh chóng gặp cánh quân của Trần Bá Lộc (từ Nam đánh ra) tại Quy Nhơn vào khoảng tháng 10 năm 1885.
Trước lực lượng đông đảo và hỏa lực mạnh của đối phương, Bùi Điền phải rút quân về, hợp lực cùng Mai chủ tướng giữ chiến khu Lộc Đổng ở phía Nam huyện Bình Khê (nay là huyện Tây Sơn).
Tới tháng 2 năm 1887, quân của Nguyễn Thân và Trần Bá Lộc đã làm chủ được cả vùng đất phía Nam sông Côn. Trong một trận đánh quyết tử của nghĩa quân ở Phú Phong, Bùi Điền bị bắt.
Biết tài ông, Nguyễn Thân và Trần Bá Lộc ra sức dụ hàng, nhưng ông cương quyết chối từ. Căn cứ biểu do Tirant thiết lập ngày 11 tháng 6 năm 1887 gửi Thống đốc Nam Kỳ (tư liệu số Aix11.929), thì ngày 7 tháng 6 năm 1887 có 12 người bị hành quyết tại Gò Chàm, trong đó có Mai Xuân Thưởng và Bùi Điền .
Năm ấy, Bùi Điền mới 42 tuổi.

## Vinh danh
Tên ông được đặt cho một con đường ở phường Ghềnh Ráng, thành phố Quy Nhơn, tỉnh Bình Định và một con đường ở Phường 4, Quận 8, Thành phố Hồ Chí Minh.